# Lönsboda

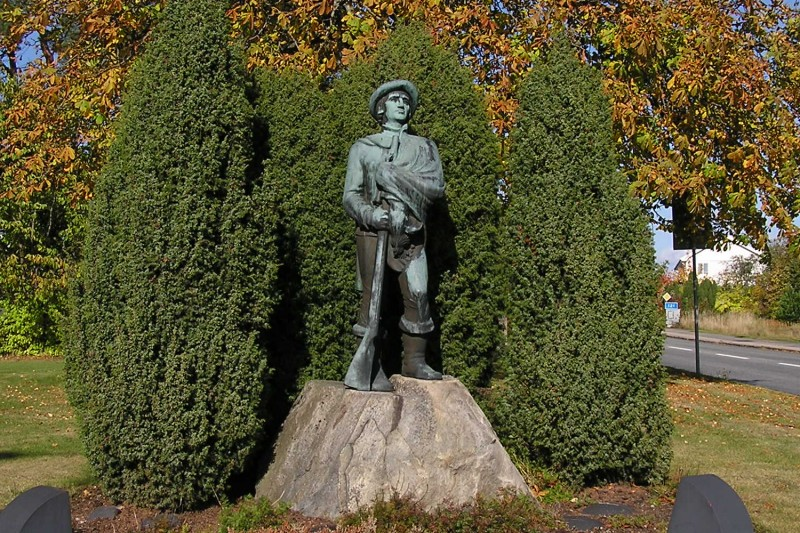
Snapphanestatyn vid vägen mot Loshult.

Lönsboda är en tätort i Osby kommun i Skåne län, belägen cirka 20 kilometer öster om centralorten Osby, och en viktig serviceort i den östra kommundelen.

## Historia
För händelserna 1678, se Nedbränningen av Örkeneds socken.
Ortnamnet finns dokumenterat från 1584 som Lønnsboe. Förleden är trädslaget lönn och efterleden bod i pluralform.
Lönsboda bestod från början av några bondgårdar och en del annan bebyggelse som kyrkby i Örkeneds socken kring Örkeneds kyrka. Kyrkans äldsta kända föregångare uppfördes på 1570-talet. När järnvägen Sölvesborg–Olofström–Älmhult öppnades för trafik 1901 fick Lönsboda en station. Sedan järnvägsstationen byggts tillväxte den dåvarande lilla byn kraftigt. Persontrafiken på järnvägen genom Lönsboda upphörde 1984.
Trakten kring Lönsboda är sedan slutet av 1800-talet känd för förekomst och industriell brytning av diabas, till exempel i Hägghult, samt för tillverkning av korgar.
I södra delen av samhället ligger sedan 1930-talet Granada, en folkpark inkluderande ett Folkets hus.
Lönsboda ingick efter kommunreformen 1862 i Örkeneds landskommun, där för orten 24 november 1928 inrättades Lönsboda municipalsamhälle vilket upplöstes 31 december 1966. Orten ingår sedan 1974 i Osby kommun.

### Befolkningsutveckling
| Befolkningsutvecklingen i Lönsboda 1960–2020 | Befolkningsutvecklingen i Lönsboda 1960–2020 | Befolkningsutvecklingen i Lönsboda 1960–2020 | Befolkningsutvecklingen i Lönsboda 1960–2020 | Befolkningsutvecklingen i Lönsboda 1960–2020 |
| -------------------------------------------- | -------------------------------------------- | -------------------------------------------- | -------------------------------------------- | -------------------------------------------- |
|                                              |                                              |                                              |                                              |                                              |
| År                                           |                                              |                                              | Folkmängd                                    | Areal (ha)                                   |
| 1960                                         | 1960                                         |                                              | 1 700                                        |                                              |
| 1965                                         | 1965                                         |                                              | 1 964                                        |                                              |
| 1970                                         | 1970                                         |                                              | 2 285                                        |                                              |
| 1975                                         | 1975                                         |                                              | 2 340                                        |                                              |
| 1980                                         | 1980                                         |                                              | 2 314                                        |                                              |
| 1990                                         | 1990                                         |                                              | 2 130                                        | 228                                          |
| 1995                                         | 1995                                         |                                              | 2 049                                        | 228                                          |
| 2000                                         | 2000                                         |                                              | 1 911                                        | 228                                          |
| 2005                                         | 2005                                         |                                              | 1 899                                        | 227                                          |
| 2010                                         | 2010                                         |                                              | 1 903                                        | 228                                          |
| 2015                                         | 2015                                         |                                              | 1 986                                        | 267                                          |
| 2020                                         | 2020                                         |                                              | 1 946                                        | 269                                          |
|                                              |                                              |                                              |                                              |                                              |

## Kommunikationer
Riksväg 15 och länsväg 119 samt länsväg 121 passerar alla genom Lönsboda och genererar tung trafik och trafikmiljön har upplevts som dålig. Vägverket utförde 2008–2009 förändringar beträffande länsvägarna genom Lönsbodas centrum. Genom samhället går järnvägen mellan Älmhult och Olofström med godstrafik. Järnvägssträckan planeras att rustas upp och elektrifieras inom ramen för järnvägsprojektet Sydostlänken.

## Korgtillverkning
I trakten kring Lönsboda har man i århundraden ägnat sig åt korgmakeri. I dag finns det endast ett fåtal personer kvar som behärskar hantverket, men insatser har gjorts för att bevara det till kommande generationer och en del unga personer ägnar sig numera åt hantverket. På göingska kallas den som ägnar sig åt hantverket för "kassamagare". På tidigt 1900-tal fanns det många hundra kassamagare i trakten och de brukade åka ända ned till de sydligaste delarna av Tyskland för att sälja sina alster. Därför fanns det under tidigt 1900-tal många personer i trakten som talade flytande tyska. Ett flertal korgfabriker etablerades under denna tid i Lönsboda och dess omgivningar, varav en ännu är i drift.

## Idrott
I Lönsboda finns fotbollsföreningen Lönsboda GoIF som 2011 spelade i Division 5 Nordöstra Skåne. I klubben finns den före detta allsvenska anfallaren Matthias Eklund, som bland annat spelat för Landskrona BoIS. Lönsboda IBK är innebandyklubben i orten med ett herrlag i division 2 samt ett damlag i division 3.
Sportskytte är stort i Snapphanebygden. Lönsboda Pistolskytteklubb har rönt stora framgångar nationellt och internationellt.
Brottning har varit en populär idrott i Lönsboda som drog mycket publik till seriematcher och tävlingar. Lönsboda brottarklubb, grundad 1950, som hade sin hemmamatta i Folkets park, bjöd på många framgångar i början av 1970-talet. Säsongen 1974-75 var man i Elitserien. Brottningsverksamheten är numera nedlagd.